# آرثر دبليو. بنسون
آرثر دبليو. بنسون (بالإنجليزية: Arthur W. Benson)‏ هو مدير أمريكي، ولد في 1798، وتوفي في 1889.